# サーヒブ
サーヒブ (Sahib, [səˈhiːb], traditionally [ˈsɑː.iːb] or [ˈsɑːb]; アラビア語: صاحب)は、アラビア語を起源とする語で、「主人」あるいは「保有者」を意味する語。女性の場合サーヒバとなる。
この語はインドで広く使用され、 ウルドゥー語、ヒンディー語、パンジャービー語、ベンガリー語、グジャラーティー語、パシュトー語、 トルコ語、マラーティー語、カンナダ語でその意味が通じる。
ハーンやナワーブよりも下の称号とされ、小国の君主の称号として基本的に使用された。また、年少の王子の称号としても使用された。
本来アラビア語で「仲間」を意味する語であったが、インドに入ったのち、名詞として、また称号として様々なニュアンスを持つようになり、初めは「紳士」「主人」という意味であったが、イギリスによるインド統治時代にはヨーロッパ人一般を指す語として用いられた。